# Lo Coscoll (Montsec)
Lo Coscoll és un dels pics que formen el Montsec d'Ares, a la part anomenada Montsec de Sant Llorenç. És al sector de ponent de la serralada, i és termenal entre Àger, de la comarca de la Noguera, i Sant Esteve de la Sarga, de la del Pallars Jussà.
És un cim de 1.405,6 m. alt., al nord-oest del Grallet Petit d'Alsamora, i és l'indret on la Serra del Montsec comença a davallar decididament cap al Congost de Mont-rebei.